# Давід Торрес (футболіст, 2003)
Даві́д То́ррес Орті́с (ісп. David Torres Ortiz; нар. 5 березня 2003, Вальядолід) — іспанський футболіст, захисник клубу «Реал Вальядолід».

## Клубна кар'єра
Вихованець клубу «Реал Вальядолід». 25 вересня 2021 року дебютував за резервну команду в матчі Прімери Дивізіону RFEF проти клубу «Культураль Леонеса».
12 листопада 2022 року дебютував в основному складі «Вальядоліда» в матчі Кубка Іспанії проти «Барбадаса».
21 січня 2023 року в поєдинку проти «Атлетіко» (Мадрид) дебютував в Ла-Лізі, вийшовши в стартовому складі. За підсумками сезону його команду вибула до Сегунди.
27 липня 2023 року продовжив контракт з «Вальядолідом» до літа 2026 року. В сезоні 2023–24 допоміг команді посісти 2-ге місце в Сегунді та повернутися до еліти.

## Кар'єра в збірній
Виступав за збірну Іспанії до 19 років. В жовтні 2023 року вперше викликаний в збірну Іспанії до 21 року для участі в товариських матчах проти Узбекистану та Казахстану. 13 жовтня 2023 року в поєдинку з Узбекистаном дебютував за молодіжну збірну Іспанії.

## Особисте життя
Син колишнього футболіста Хав'єра Торреса, який також виступав за «Вальядолід».

## Статистика виступів
Станом на 29 березня 2025 
| Клуб              | Сезон             | Чемпіонат            | Чемпіонат | Чемпіонат | Кубок | Кубок | Єврокубки | Єврокубки | Інші  | Інші | Всього | Всього |
| Клуб              | Сезон             | Дивізіон             | Матчі     | Голи      | Матчі | Голи  | Матчі     | Голи      | Матчі | Голи | Матчі  | Голи   |
| ----------------- | ----------------- | -------------------- | --------- | --------- | ----- | ----- | --------- | --------- | ----- | ---- | ------ | ------ |
| Реал Вальядолід Б | 2021–22           | Прімера Дивзіон RFEF | 12        | 0         | —     | —     | —         | —         | —     | —    | 12     | 0      |
| Реал Вальядолід Б | 2022–23           | Сегунда Федерасьйон  | 14        | 0         | —     | —     | —         | —         | —     | —    | 14     | 0      |
| Реал Вальядолід Б | Всього            | Всього               | 26        | 0         | 0     | 0     | 0         | 0         | 0     | 0    | 26     | 0      |
| Реал Вальядолід   | 2022–23           | Ла-Ліга              | 7         | 0         | 2     | 0     | —         | —         | —     | —    | 9      | 0      |
| Реал Вальядолід   | 2023–24           | Сегунда Дивізіон     | 24        | 0         | 2     | 0     | —         | —         | —     | —    | 26     | 0      |
| Реал Вальядолід   | 2024–25           | Ла-Ліга              | 18        | 0         | 3     | 0     | —         | —         | —     | —    | 21     | 0      |
| Реал Вальядолід   | Всього            | Всього               | 49        | 0         | 7     | 0     | 0         | 0         | 0     | 0    | 56     | 0      |
| Всього за кар'єру | Всього за кар'єру | Всього за кар'єру    | 75        | 0         | 7     | 0     | 0         | 0         | 0     | 0    | 82     | 0      |